# Sławomir Zawada
Sławomir Zawada, född 18 mars 1965 i Więcbork, är en polsk före detta tyngdlyftare.
Zawada blev olympisk bronsmedaljör i 90-kilosklassen i tyngdlyftning vid sommarspelen 1988 i Seoul.